# 阿迪勒·詹代米尔
阿迪勒·詹代米尔（土耳其語：Adil Candemir，1917年—1989年1月12日），土耳其男子摔跤运动员。他曾代表土耳其参加1948年夏季奥林匹克运动会摔跤比赛，获得男子自由式中量级银牌。